# Koekchuch
Koekchuch é uma identidade de gênero extinta registrada entre os Itelmens da Sibéria. Eram indivíduos do sexo masculino designados ao nascimento que se comportavam como as mulheres e foram registrados no final do século XVIII e início do século XIX.
O pesquisador russo da Sibéria e Kamchatka, Stepan Krasheninnikov, em sua "Descrição da Terra de Kamchatka" descreve Koekchuch como "gente do sexo transformado" (людей превращённого пола). De acordo com a descrição de Krasheninnikov, os Koekchuch também serviam como concubinas. Krasheninnikov observa fenômenos semelhantes não apenas entre os Itelmens, mas também entre os Koryaks, no entanto, este último manteve koekchuch, ao contrário de Itelmens, “não em honra, mas em desprezo”.